# 오스카르 그뢰닝
오스카르 그뢰닝(독일어: Oskar Gröning, 1921년 6월 10일 ~ 2018년 3월 9일)은 제2차 세계 대전 당시 아우슈비츠 수용소의 회계원으로 활동하며 30만명의 유대인 학살을 방조한 혐의로 기소된 독일인이다.

## 생애
1921년 6월 10일 바이마르 공화국 프로이센 자유주 하노버 주 뉘른베르크에서 태어났다. 1942년부터 2년여 기간 동안 아우슈비츠 수용소에서 경비원으로 일하면서 수용자들로부터 빼앗은 돈을 계산해 베를린으로 보내는 일을 했다. 또 수용자들이 가축 운반 시설에 실려 철도로 아우슈비츠 강제 수용소에 도착할 때 수용자들을 분류하는 일을 맡기도 했다. 이 때문에 그에게는 '아우슈비츠의 회계원'이란 별명이 붙었다.
그는 홀로코스트를 부정하는 사람들에게 학살이 실제로 일어났음을 설득하기 위해 아우슈비츠 수용소에서 자신이 했던 일을 밝히는 인터뷰를 했다가 2005년 사법 당국의 주목을 받게 됐고, 독일 검찰의 기소로 2015년 4월부터 재판을 받아왔다. 그는 재판에서 도덕적으로 죄가 있음을 인정하고, 뉘우친다고 밝히는 등 반성하는 자세를 보였지만 "나는 큰 기계의 작은 톱니바퀴에 불과하다"며 직접적인 연루 혐의는 인정하지 않았다.
그뢰닝은 경비원으로 근무하던 기간 아우슈비츠에서 목숨을 잃은 유대인 30만명에 대한 살인 방조 혐의로 2015년 7월 징역 4년형을 선고받았다. 이에 그의 변호사는 90대 노인의 수감은 '생명권' 위반이라고 주장했지만, 독일 헌법재판소는 2017년 12월 이를 거부하고 그뢰닝이 형을 살아야 한다는 판결을 내렸다. 하지만 그뢰닝 측은 끊임없이 선처를 바라며 항소했고, 결국 하루도 징역을 살지 못한 채 2018년 3월 9일 96세를 일기로 사망하였다.

## 같이 보기
- 라인홀트 하닝
- 우르줄라 하페르베크